# ヘンダーソン島 (ピトケアン諸島)
ヘンダーソン島（Henderson Island）とは、南太平洋に浮かぶ島で、ピトケアン諸島に属するイギリス領の無人の孤島である。バウンティ号の反乱事件で一躍有名になったピトケアン島から約190km離れた所にある、面積約37km2の平たい地形の珊瑚礁の島で周囲は岩礁に取り囲まれている。

## 歴史
この孤島にはかつてポリネシア人による社会が存在したが、後にその社会は消滅し（いわゆるミステリー・アイランドの一つ）、1606年にスペイン人航海士ペドロ・フェルナンデス・デ・キロスによって再発見された。キロスは島に「サン・ファン・バティスタ」と名付けた。キロスによると、島に上陸した際は無人島であったが、古代ポリネシア人が生活していた思われる痕跡があったという。その後、島の存在はしばらく忘れ去られていたが、1819年1月17日にイギリス東インド会社のヘラクレス号のジェームズ・ヘンダーソン船長が島に到着し「ヘンダーソン島」と命名した。同年3月2日にも捕鯨船エリザベス号のヘンリー・キング船長が島に上陸し、船名から「エリザベス島」と命名したが、島にイギリスの旗が掲げられているのを発見した。彼の乗組員は木に自分たちの船の名前を書き入れた。その後、しばらくの間「ヘンダーソン島」と「エリザベス島」の名称が重なっていたが、サリー号の船長トーマス・レインは、バルパライソでジェームズ・ヘンダーソンと交わした話から、ヘンダーソンの発見と思われたため、「ヘンダーソン島」と命名し、19世紀末には現名のヘンダーソン島で定着した。
1820年11月20日にアメリカの捕鯨船エセックス号が南アメリカの西約2,000海里（3,700 km）のマルケサス諸島付近でマッコウクジラの攻撃を受けてその後沈没し、（ハーマン・メルヴィルの『白鯨』や2016年の映画『白鯨との闘い』にも登場する）乗組員20名が3隻の小型捕鯨船に分乗して12月20日にこの島に上陸した。彼らの内17名は12月27日に再びこの島を離れたが、トーマス・チャベル、セス・ウィークス、ウィリアム・ライトの3人は島に残り、1821年4月9日に救出されるまでの数ヶ月間、ヘンダーソン島にいた。3人は島で新鮮な水を求めて探したが水は見つからず、その代わり、以前ヘンダーソン島を訪れた捕鯨船エリザベス号の名前が彫られた木を発見した他、島にある洞窟で8体の人間の人骨を発見したと救出された後、報告している。1851年にもピトケアン島民が島を訪れた時、海岸で人骨を再発見している他、1958年4月7日にも別の洞窟で大人1人と子供3人と思われる4体の人骨が発見され、その後、診断で白人の起源だった事が分かった。1966年のアメリカの調査、研究で幾つかの海岸付近や洞窟で見つかったと言う人骨を調べた結果、その中の1体の人骨などは、かつて島に定住していたポリネシア人のものでは無く、十分な食べ物と水を得られず、脱水症状で死んだと思われる正体不明の難破船の白人の乗組員達の人骨ではないかと見られている。
1902年にピトケアン島民を乗せた船がヘンダーソン島を訪れ、G・F・ジョーンズ船長がオエノ島とデュシー島と共にヘンダーソン島のイギリスの領有を宣言。1937年8月にはヨーロッパからニュージーランドに向かうHMSリアンダー号がヘンダーソン島とオエノ島とデュシー島の航空測量を行い、これらの島にイギリスの旗を掲げ、「この島はジョージ6世陛下のものである」と言う碑文を釘付けにした。
1957年にはピトケアン島民に救出されるまで、ロバート・トマーチンと言う名のアメリカの青年がペットのチンパンジーのモコと一緒に2ヶ月間ヘンダーソン島で漂着生活をしていた。
1980年代初期にアメリカのバージニア州及び、アメリカ南部で牧場経営や炭鉱、銀行、不動産など、様々な事業をしていた大富豪の実業家アーサー・M・ラトリフが牧場や自分の大豪邸の別荘や滑走路建設計画など島を開発しようと計画していた。ラトリフは2万エーカーのフロッグレベル・ブルーグラス牧場やその他の所有地を煩わせるアメリカ政府のお役所仕事に嫌気がさし、安心して暮らせるような別荘となる場所を求め海外旅行が好きだった彼が、世界中の島々に行き探していた。1973年に、ラトリフは旅行で太平洋の様々な島々に行き自分が求める最高の完璧な島を求め、最終的に無人の孤島であるヘンダーソン島を気に入りヘンダーソン島を選んだ。1981年にラトリフは主権を申請し、島を買うだけでなく、自分自身の国家を設立する許可を求めた。イギリスのニュージーランド高等弁務官でピトケアン島の非居住者であるリチャード・ストラットンは、1887年のイギリス入植法では外国人は国有地を買うことができないと答えた。それでもラトリフは、999年間島を貸し出すという代替案を提示した。その見返りとして、ラトリフはピトケアン島の一族達が自由に使える100万ドルのお金と、4島を結ぶフェリーボートと飛行機によるヘンダーソン島への滑走路、そして地方政治への介入を一切しないという保証を約束した。イギリス外務省がラトリフの計画に「積極的に検討している」と発言し、4月にラトリフはピトケアン島を訪れピトケアン島の立法議会側も彼のこの計画を承知した。しかし、イギリスの科学者や環境保護団体が島の自然生態と環境を保護するため、ラトリフの島の開発計画の中止を求めるロビー活動が行われた。ラトリフはこの問題に対して「カタツムリでも何でも島の生物は私が面倒を見ます」と言ったが、環境保護団体の反対活動によりイギリス外務省がラトリフの計画を認める決定を覆した為、ラトリフはヘンダーソン島に別荘を建てる島の開発計画の中止を余儀なくされた。現在ではこの島の環境全体が進化検証の場所として保護されている。
独特の自然が残るこの島は1988年に世界遺産の自然遺産に登録された。

## 固有種と自然
ヘンダーソン島には10種の固有種の植物とムネムラサキインコ、ヘンダーソンクイナなど4種の固有種の陸生鳥類が生息している。これまでに確認できた昆虫や腹足類の約3分の1は固有種であるが、無脊椎動物の動物相はいまだによく知られていない。海鳥の大きな繁殖コロニーも存在するなど、今も手つかずの自然が残っている。ただし、数世紀前に持ち込まれた外来種のナンヨウネズミは島の鳥類の個体数を減らしたため、除去するプログラムが導入された。また、一部では植物のサキシマハマボウとキバナイヌチシャの亜種の侵入も見られる。

### 動物（鳥類）
- ヘンダーソンクイナ Zapornia atra (North, 1908)（シノニム: Porzana atra North, 1908）
- ムネムラサキインコ
- ヘンダーソンヒメアオバト（英語版）
- タヒチヨシキリ（英語版）
- ヘンダーソンミズナギドリ（英語版） - 繁殖地はこの島でしか確認できない[3]

### 植物
- Myrsine hosakae H.St.John - サクラソウ科ツルマンリョウ属（英語版）の高木。ヘンダーソン島でもまれにしか見られない固有種の一つで台地林にまばらに生え、海抜7000メートル以下に個体群が存在すると思われる。雌雄異株で果実が熟す前にハトの食害を甚大に被っていると見られている[4]。
- Sideroxylon st-johnianum (H.J.Lam & B.Meeuse) Smedmark & Anderb.（シノニム: Nesoluma st-johnianum H.J.Lam & B.Meeuse）- アカテツ科の高木。ヘンダーソン島ではよく見られ個体数は推定2万-4万、ヤナギ科の Xylosma suaveolens と共に台地林で優占樹種となり、断崖にも生える[5]。1938年にNesoluma属の一種として記載されたが、2007年にアカテツ科の一部分類群の見直しが行われた結果Sideroxylon属に組み替えられた[6][注 1]。

## 登録基準
この世界遺産は世界遺産登録基準のうち、以下の条件を満たし、登録された（以下の基準は世界遺産センター公表の登録基準からの翻訳、引用である）。
- (7) ひときわすぐれた自然美及び美的な重要性をもつ最高の自然現象または地域を含むもの。
- (10) 生物多様性の本来的保全にとって、もっとも重要かつ意義深い自然生息地を含んでいるもの。これには科学上または保全上の観点から、すぐれて普遍的価値を持つ絶滅の恐れのある種の生息地などが含まれる。